# Baltimore Colts (1947-1950)
I Baltimore Colts sono stati una squadra professionistica di football americano con sede a New York. Fondati nel 1947, fecero parte della All-America Football Conference fino al 1949, l'anno seguente entrarono nella National Football League, a seguito della fusione tra AAFC e NFL, come parte della National Conference, disputando solo la stagione 1950 al termine della quale si sciolsero.

## Giocatori importanti

### Membri dellaPro Football Hall of Fame

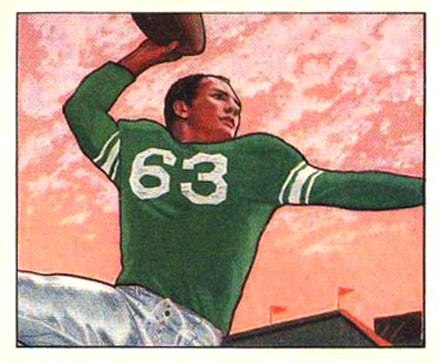
Y.A. Tittle fu il quarterback dei Colts dal 1948 al 1950

Quello che segue è l'elenco delle personalità che hanno fatto parte dei Baltimore Colts che sono state ammesse nella Pro Football Hall of Fame con l'indicazione del ruolo ricoperto nella squadra, il periodo di appartenenza e la data di ammissione (secondo cui è stato ordinato l'elenco).
- Art Donovan, defensive tackle nel 1950, ammesso nel 1968
- Y.A. Tittle, quarterback dal 1948 al 1950, ammesso nel 1971
- George Blanda, quarterback e kicker nel 1950, ammesso nel 1981.